# Gymnelema discerpta
Gymnelema discerpta är en fjärilsart som beskrevs av Edward Meyrick 1924. Gymnelema discerpta ingår i släktet Gymnelema och familjen säckspinnare. Inga underarter finns listade i Catalogue of Life.